# Hilda Elisabeth Sjöblom

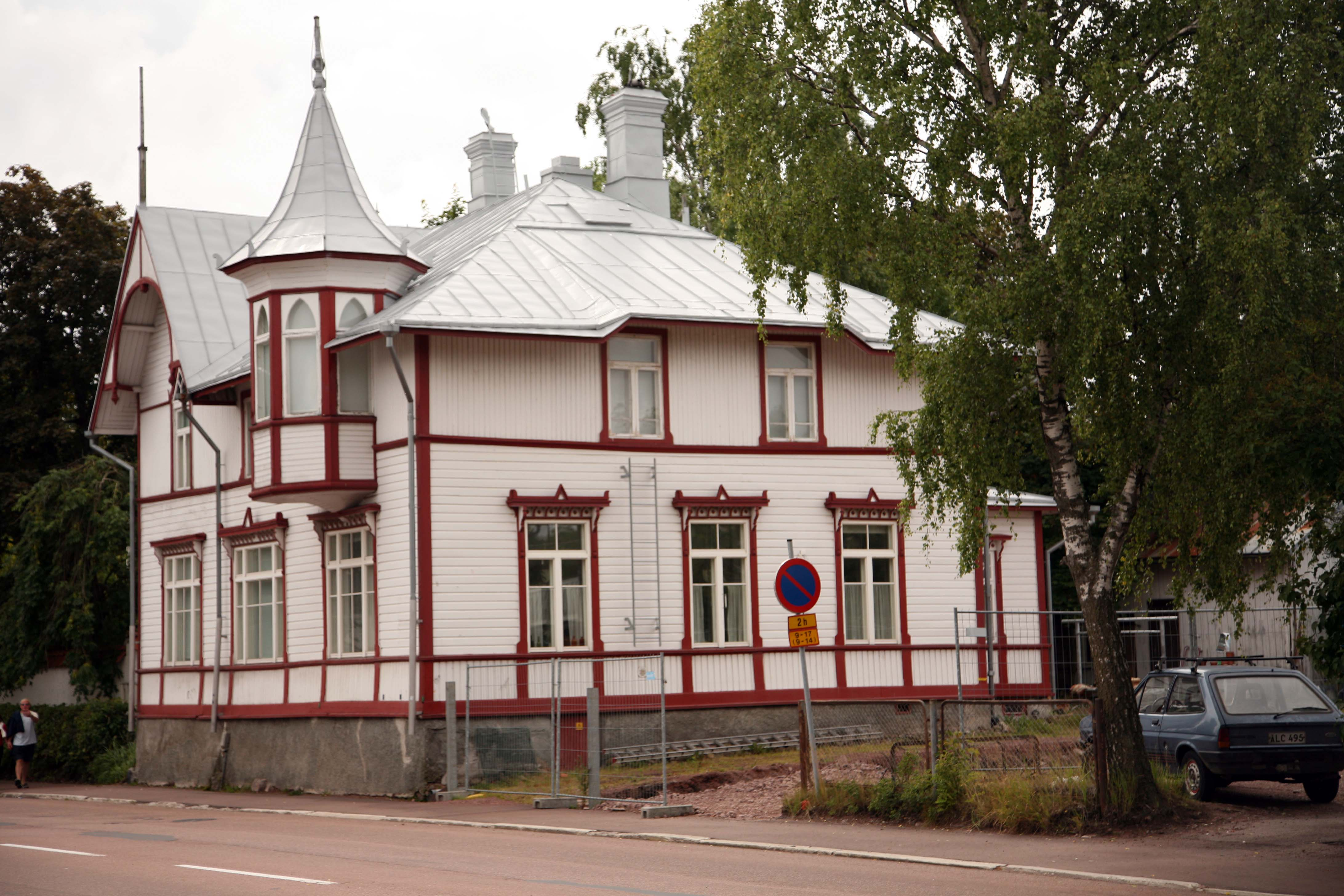
Hilda Hongell, arquiteta Mariehamn

Hilda Elisabeth Sjöblom (Mariehamn, Finlândia 16 de janeiro de 1867-10 de junho de 1952), conhecida como Hilda Hongell, foi uma das primeiras arquitetas finlandesas. Com 107 obras desenhadas foi a principal autora da localidade costeira de Mariehamn. Estudou e construiu numa época onde só os homens eram admitidos.

## Primeiros anos
Iniciou seus estudos na Escola Industrial de Helsínquia , numa época em que unicamente homens eram admitidos. Em 1893 recebeu o título de Master Builder, convertendo-se na primeira mulher em receber este título, e em 1894 iniciou seus estudos em Arquitetura na mesma instituição. Hongell foi uma das primeiras arquitetas finlandesas, pertencente à primeira geração de mulheres que no final do século XIX começou a consolidar uma carreira profissional na arquitetura.

## Trajectória
Hongell assistiu desde pequena a seu pai Johan Andersson Sjöblom (1831-1888) quem era vereador de Mariehamn, mas em seu tempo livre dedicava-se a desenhar residências para os futuros habitantes da ilha. Hongell assistiu-o desenvolvendo seu interesse no desenho e a construção.
Em 1889, depois da morte de seu pai, Hongell continuou desenhando residências em Mariehamn. Devido à falta de oportunidades nas Ilhas de Åland para formalizar a sua formação como projetista viajou em 1891 a Helsinki e iniciou seus estudos na Escola Industrial de Helsinski (fundada em 1871), numa época em que unicamente homens eram admitidos. Em 1893 recebeu o título de Master Builder, convertendo-se na primeira mulher a recebê-lo. Em 1894 iniciou seus estudos em Arquitetura na mesma instituição. Resulta interessante mencionar que a Finlândia foi o primeiro país europeu a permitir às mulheres atender estudos profissionais de arquitetura e receber um título, ainda que inicialmente fossem chamadas “estudantes especiais”.
Em 1896 Hilda Hongell incorporou-se a trabalhar num estudo de arquitetura em Helsinki, um ano depois contraiu casamento com Sandrid Hongell (1870 – s.f.), com quem trabalhou e desenhou em conjunto durante os primeiros anos de sua carreira.
O papel que teve Hilda Hongell no processo de expansão e modernização da cidade de Mariehamn foi determinante, pois se lhe atribui o desenho de ao menos 98 edificações, 44 delas ainda se encontram em pé. A Dra. Mia Åkerfelt em sua tese doutoral Hilda Hongell construtora e a posta em cena da cidade balneária de Mariehamn em 1890 propõe-se qual tem sido o valor agregado que ela poderia oferecer aos clientes de Marienhamn.
Entre os principais contribuições de Hongell podem-se mencionar: uma proposta inovadora de alojamento para turistas em amplos apartamentos com terraços, a adaptação da moradia tradicional de Mariehamn aos ideais burgueses ao incorporar um pórtico na entrada principal face à rua, balcões, terraços e ornamentos característicos do Swiss style. Suas contribuições seguem sendo até este dia o fundamento da história arquitetónica da cidade.
Sua intensa produção arquitetónica durante a década de 1890 e princípios de 1900 constitui-a como principal autora da localidade costeira de Mariehamn.
A partir do nascimento de seu segundo filho em 1902, Hongell diminuiu a sua produção arquitetónica. Registaram-se um total de 107 projetos desenhados ao longo de sua vida, a última edificação desenhada para a cidade de Mariehamn data de 1912 e o último projeto registado foi um edifício nas ilhas de Åland em 1928.
Hongell faleceu em 10 de junho de 1952, aos 85 anos de idade.

## Obras relevantes
- Proposta inovadora de alojamento para turistas em amplos apartamentos com terraços.
- Adaptação da moradia tradicional de Mariehamn aos ideais burgueses, ao incorporar um pórtico na entrada principal face à rua com balcões, terraços e ornamentos característicos do estilo Suíço (Swiss style).